# Ediakarij
Ediakarij je geološki period koji je trajao od prije 635 do 542 milijuna godina. Ediakarij je i zadnji geološki period Neoproterozoika. Ime je dobio prema brdima Ediacara Hills u Južnoj Australiji. Ediakarij je kao geološki period prihvaćen 2004. godine i prvi je novi period proglašen u 120 godina. Za ovaj period je predloženo i ime Vendijski period.

### Datiranje
Iako Ediakarij sadrži fosile mekušaca, neobičan je u usporedbi s ostalim periodima što nije definiran promjenom u fosilima. Umjesto toga, Ediakarij je datiran po izraženom sloju ugljika, nazvan "karbonska kapa", jer se nalazi na vrhu glacijalnih nanosa što je i indikator naglih klimatskih promjena. Sloj ugljika je neobičan po nedostatku izotopa ugljik-13, što mnogi smatraju dokazom globalnog izumiranja, iako je ova ideja kontroverzna.
Iz australskih uzoraka nije bilo moguće točno datirati Ediakarij. Zato je raspon trajanja perioda uzet iz korelacija s drugim državama gdje je provedeno datiranje. Početak perioda, prije 635 milijuna godina, baziran je na izokronom datiranju uranij-olova. Dobiveni podatak se ne podudara s podatkom dobivenih iz glacijalnih nanosa.

### Biota
Fosili su rijetki iz ovog perioda, možda zbog nedostatka životinja s tvrdim oklopom. Ediakarijska biota sadrži najstarije definirane višestanične organizme s tkivima. Svojom pojavom najviše podsjećaju na crve, alge i moruzgve. Sve te životinje imaju malo sličnosti s modernim oblicima života i njihovu vezu s kasnijom Kambrijskom eksplozijom teško je odrediti. Više od 100 rodova živih bića iz tog razdoblja je poznato i opisano.

## Vanjske poveznice
|  | Zajednički poslužitelj ima još gradiva o temi Ediakarij |